# Coupe du Portugal de football 2012-2013
Navigation
Coupe du Portugal de football 2011-2012 Coupe du Portugal de football 2013-2014
La Coupe du Portugal de football 2012-2013 ou Taça de Portugal 2012-2013, en portugais, est la 73e édition de la Coupe du Portugal de football.

Elle est disputée par 162 équipes :
- 16 clubs de Liga Zon Sagres (première division),
- 16 clubs de Segunda Liga (deuxième division),
- 48 clubs du Campeonato Nacional de II Divisão (troisième division),
- 82 clubs du Campeonato Nacional de III Divisão (quatrième division).

La finale est jouée à l'Estádio Nacional do Jamor.

## Seizièmes de Finale
| Date       | Locaux                                | Score         | Visiteurs                              |
| ---------- | ------------------------------------- | ------------- | -------------------------------------- |
| 16/11/2012 | Pampilhosa (II Divisão Zona Centro)   | 1-3           | Braga                                  |
| 16/11/2012 | Moreirense                            | 0-2           | Benfica                                |
| 17/11/2012 | Nacional                              | 0-3           | Porto                                  |
| 17/11/2012 | Aguiar da Beira (III Divisão Série C) | 0-3           | Marítimo                               |
| 17/11/2012 | Farense (II Divisão Zona Sul)         | 1-1 (4-5)g.p. | Beira-Mar                              |
| 18/11/2012 | Mirandela (II Divisão Zona Norte)     | 1-2 (a.p.)    | Gil Vicente                            |
| 18/11/2012 | Oliv. Hospital (III Divisão Série D)  | 0-2           | Fabril Barreiro (III Divisão Série E)  |
| 18/11/2012 | Tourizense (II Divisão Zona Centro)   | 1-0 (a.p.)    | Santa Clara (Segunda Liga)             |
| 18/11/2012 | Arouca (Segunda Liga)                 | 2-1 (a.p.)    | Rio Ave                                |
| 18/11/2012 | Oliveirense (Segunda Liga)            | 1-0           | U. Leiria (II Divisão Zona Sul)        |
| 18/11/2012 | Lourinhanense (III Divisão Série E)   | 3-2           | Feirense (Segunda Liga)                |
| 18/11/2012 | P. Ferreira                           | 2-1           | Olhanense                              |
| 18/11/2012 | Belenenses (Segunda Liga)             | 3-0           | FC Pedras Rubras (III Divisão Série B) |
| 18/11/2012 | Académica                             | 1-0 (a.p.)    | Penalva Castelo (III Divisão Série C)  |
| 18/11/2012 | V. Setúbal                            | 2-2 (3-5)g.p. | V. Guimarães                           |
| 12/12/2012 | Aves (Segunda Liga)                   | 2-1           | SC Coimbrões (II Divisão Zona Centro)  |

## Huitièmes de Finale
| Date       | Locaux                              | Score         | Visiteurs                             |
| ---------- | ----------------------------------- | ------------- | ------------------------------------- |
| 30/11/2012 | Braga                               | 2-1           | Porto                                 |
| 01/12/2012 | Académica                           | 3-0           | Tourizense (II Divisão Zona Centro)   |
| 02/12/2012 | Arouca (Segunda Liga)               | 2-1           | Beira-Mar                             |
| 02/12/2012 | Lourinhanense (III Divisão Série E) | 0-6           | P. Ferreira                           |
| 02/12/2012 | Belenenses (Segunda Liga)           | 4-0           | Fabril Barreiro (III Divisão Série E) |
| 02/12/2012 | Gil Vicente                         | 1-0           | Oliveirense (Segunda Liga)            |
| 02/12/2012 | Marítimo                            | 1-1 (4-5)g.p. | V. Guimarães                          |
| 02/01/2013 | Benfica                             | 6-0           | Aves (Segunda Liga)                   |

## Quarts de Finale
| Date       | Locaux                | Score      | Visiteurs                 |
| ---------- | --------------------- | ---------- | ------------------------- |
| 16/01/2013 | P. Ferreira           | 2-1        | Gil Vicente               |
| 16/01/2013 | V. Guimarães          | 2-1 (a.p.) | Braga                     |
| 17/01/2013 | Arouca (Segunda Liga) | 1-4        | Belenenses (Segunda Liga) |
| 17/01/2013 | Académica             | 0-4        | Benfica                   |

## Demi-Finales

### Belenenses (Segunda Liga) - V. Guimarães
| Mercredi 27 mars 2013 | Belenenses (Segunda Liga) | 0 – 2   | V. Guimarães    | Estádio do Restelo       |                          |
| 21h00                 |                           | (0 - 1) | Ricardo 29e 76e | Arbitrage : Hugo Pacheco | Arbitrage : Hugo Pacheco |
| 21h00                 | Feuille de match          |         |                 | Arbitrage : Hugo Pacheco | Arbitrage : Hugo Pacheco |

| Mercredi 17 avril 2013 | V. Guimarães     | 1 – 0   | Belenenses (Segunda Liga) | Estádio D. Afonso Henriques |                           |
| 21h00                  | 13e Marco Matias | (1 - 0) |                           | Arbitrage : Carlos Xistra   | Arbitrage : Carlos Xistra |
| 21h00                  | Feuille de match |         |                           | Arbitrage : Carlos Xistra   | Arbitrage : Carlos Xistra |

### P. Ferreira - Benfica
| Mercredi 30 janvier 2013 | P. Ferreira      | 0 – 2   | Benfica                 | Estádio Capital do Móvel  |                           |
| 21h00                    |                  | (0 - 0) | Lima 58e · Ola John 75e | Arbitrage : Cosme Machado | Arbitrage : Cosme Machado |
| 21h00                    | Feuille de match |         |                         | Arbitrage : Cosme Machado | Arbitrage : Cosme Machado |

| Lundi 15 avril 2013 | Benfica           | 1 – 1   | P. Ferreira | Estádio do Sport Lisboa e Benfica              |                                                |
| 21h00               | 54e Óscar Cardozo | (0 - 0) | Cícero 80e  | Spectateurs : 17 118 Arbitrage : Bruno Esteves | Spectateurs : 17 118 Arbitrage : Bruno Esteves |
| 21h00               | Feuille de match  |         |             | Spectateurs : 17 118 Arbitrage : Bruno Esteves | Spectateurs : 17 118 Arbitrage : Bruno Esteves |

## Finale
| Dimanche 26 mai 2013 | Benfica          | 1 - 2   | V. Guimarães              | Estádio Nacional do Jamor                    |                                              |
| 18h15                | 30e Nico Gaitán  | (1 - 0) | Soudani 79e · Ricardo 81e | Spectateurs : 36 850 Arbitrage : Jorge Sousa | Spectateurs : 36 850 Arbitrage : Jorge Sousa |
| 18h15                | Feuille de match |         |                           | Spectateurs : 36 850 Arbitrage : Jorge Sousa | Spectateurs : 36 850 Arbitrage : Jorge Sousa |

## Classement des buteurs
| Rang | Joueur        | Club         | Buts |
| ---- | ------------- | ------------ | ---- |
| 1    | Óscar Cardozo | Benfica      | 6    |
| 1    | Ricardo       | V. Guimarães | 6    |
| 3    | Lima          | Benfica      | 5    |